# Emanuel Hrbek
Emanuel Hrbek (* 25. Dezember 1897 in Čtyry Dvory bei Budweis; † 8. April 1975 in Brünn) war ein tschechoslowakischer Maler, Grafik-Designer und Hochschullehrer.

## Leben und Wirken
Emanuel Hrbek studierte in den Jahren 1916 bis 1921 an der Kunstgewerbeschule Prag bei Josef Schusser und František Kysela. Nach seinem Studium war er bis 1924 Assistent bei Vratislav Hugo Brunner und Jaroslav Benda an der Kunstgewerbeschule Prag. Von 1924 bis 1950 hatte er eine Professur für angewandte Grafik und dekorative Malerei an der Fachschule für Kunsthandwerk in Brno inne. Fünf seiner Schüler, darunter Josef Kamenický und Hugo Táborský, gründeten von ihm beeinflusst 1933 die avantgardistische Fotografie-Gruppe „Fotoskupina pěti“.
Neben Exlibris und Signets schuf Emanuel Hrbek im Bereich der Gebrauchsgrafik Plakate und Buchumschläge in streng gegliederten Bild-Text-Kompositionen im Stil der Neuen Typografie. Für seine Illustrationen setzte er Zeichnungen, Lithografien und Fotografien ein. Zu seinem Gesamtwerk gehören außerdem Wandmalereien und Sgraffito sowie Entwürfe für Gobelins und Vorhänge.

## Auszeichnungen
- 1937: Goldmedaille für angewandte Grafik auf der Internationalen Ausstellung für Kunst und Technologie in Paris
- 1961: Preis der Befreiung von Brno
- 1967: Preis der Stadt Brno für das Lebenswerk

## Werke (Auswahl)
- Wandmalereien in der Wallfahrtskirche der Schmerzhaften Jungfrau Maria, Sloup v Moravském Krasu, 1925
- Farb-Sgraffito und Fensterumrahmung im großen Sitzungssaal des Rathauses in Ostrava, 1929
- Jarní prodejní trhy nábytku, Plakat für Möbelmesse in Brno, Lithographie, 70 × 100 cm, 1930, Moravská galerie, Brno
- Celostátní výstava ćeskoslovenského skla v Praze, Plakat für Glasausstellung in Prag, Offsetdruck, 94 × 126 cm, 1933, Moravská galerie
- Sgraffito-Verzierung im Palast der Herren von Leipa, Brno, 1938

## Ausstellungen (Auswahl)
- 1925: Internationale Ausstellung dekorativer Kunst, Paris
- 1928: Zeitgenössische Kultur in der Tschechoslowakei, Brno
- 1929: Einzelausstellung im Kunstgewerbemuseum in Prag (UPM)